# Nikolaus di Gara
Nicholas II Garay (in croato Nikola II Gorjanski, in ungherese Garai Miklós II; 1367 – 1433) è stato un politico ungherese, governatore di Mačva (Serbia), Usora, Soli (moderna Tuzla in Bosnia), Slavonia, Croazia, e Dalmazia.

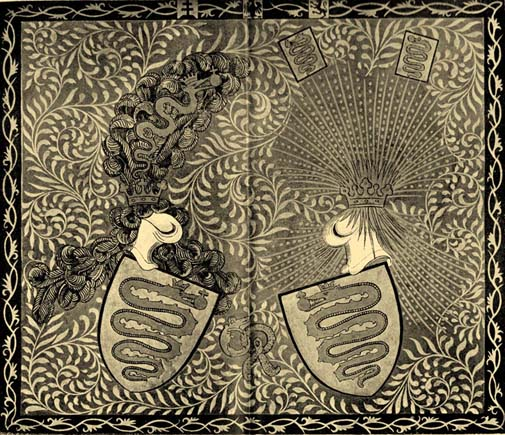
Emblema di Nikolaus di Gara dato dal re francese in un diploma datato il 26 marzo del 1416

Governò le regioni Braničevo, Syrmia, Bačka, Banat and Baranya (collocate tra le attuali Ungheria Croazia e Romania) attraverso vassalli. Nel 1416 re Sigismondo di Lussemburgo creò lo stemma dell'Ordine del Dragone che regalò al proprio cognato Nicholas II Garay. La nipote di Nicholas II, Anna, sposò Mattia Corvino.